# Ship to Wreck
«Ship to Wreck» es una canción de la banda de indie rock británica Florence and the Machine que fue lanzada el 9 de abril de 2015 como segundo sencillo de su tercer álbum de estudio, How Big, How Blue, How Beautiful. La canción se estrenó en el programa de Huw Stephens en BBC Radio 1 un día antes de su lanzamiento oficial, y su videoclip fue hecho público el 13 de abril, siguiendo la narración de los dos vídeos anteriores: What Kind of Man y St. Jude.
"Ship to Wreck" fue recibido con aclamación por parte de la crítica, que elogió la voz de Florence Welch así como la producción de la canción. Ship to Wreck fue nominada en la categoría de Mejor vídeo de rock en los MTV Video Music Awards de 2015 y a la Mejor interpretación de pop de dúo/grupo en la 58.º edición de los premios Grammy.

## Composición
"Ship to Wreck" ha sido catalogada como canción que junta los géneros del folk rock, pop rock, y soft rock, con un "sonido alegre y alegre", en contraste con las letras, que hablan de un comportamiento autodestructivo. La canción casi no llegó al corte final de entrar a formar parte del disco de How Big, How Blue, How Beautiful, ya que el productor Markus Dravs no había permitido a Welch escribir más canciones que tuvieran referencias sistemáticas al agua, uno de los temas recurrentes en el álbum anterior de la banda, Ceremonials, si bien se consiguió incluir a pesar de las primeras complicaciones. En un comunicado de prensa, Welch explicó el significado detrás de la canción, diciendo: "Estaba pensando en mi propio lado autodestructivo, y cómo puedes hacer algo solo para derribarlo, disfrutar/destruir, crear/devastar. En mitad de ese torbellino, a menudo terminas rompiendo lo que más amas".

## Recepción de la crítica
Jason Lipshutz de Billboard incluyó Ship to Wreck en su lista del Top 10 canciones de 2015, a mediados de dicho año, afirmando que "Florence Welch pudo haber alcanzado un nuevo pico con el tercer álbum. Sin duda nunca ha sido más efectiva como intérprete en vivo, y Ship To Wreck demuestra que todavía está creciendo como compositora de pop. Todo se combina para el grupo en su último sencillo, mientras la voz de Welch se enrosca en torno al esbelto arreglo, apretando fuertemente en el coro". La revista Rolling Stone la clasificó en el número 26 de su lista de las 50 mejores canciones de 2015.

## Posición en listas
| Listas (2015)                                   | Posición más alta |
| ----------------------------------------------- | ----------------- |
| Alemania (GfK Entertainment Charts)             | 81                |
| Australia (ARIA)                                | 48                |
| Austria (Ö3 Austria Top 40)                     | 66                |
| Bélgica-Flandes (Ultratop 50 Singles)           | 12                |
| Bélgica-Valona (Ultratop 40 Singles)            | 48                |
| Canadá (Billboard)                              | 11                |
| Escocia (Official Charts Company)               | 15                |
| Eslovenia (SloTop50)                            | 36                |
| Estados Unidos (Adult Alternative Songs)        | 1                 |
| Estados Unidos (Alternative Songs)              | 8                 |
| Estados Unidos (Billboard Rock Songs)           | 11                |
| Estados Unidos (Bubbling Under Hot 100 Singles) | 14                |
| Francia (SNEP)                                  | 125               |
| Irlanda (IRMA)                                  | 38                |
| Nueva Zelanda (Recorded Music NZ)               | 38                |
| Polonia (Polish Airplay New)                    | 1                 |
| Reino Unido (UK Singles Chart)                  | 27                |